# Burni Kendawi
Burni Kendawi är ett berg i Indonesien.   Det ligger i provinsen Aceh, i den västra delen av landet, 1 600 km nordväst om huvudstaden Jakarta. Toppen på Burni Kendawi är 2 024 meter över havet, eller 72 meter över den omgivande terrängen. Bredden vid basen är 0,59 km. Burni Kendawi ingår i Van Daalen Mountains.
Terrängen runt Burni Kendawi är kuperad söderut, men norrut är den bergig. Trakten runt Burni Kendawi är nära nog obefolkad, med mindre än två invånare per kvadratkilometer. I omgivningarna runt Burni Kendawi växer i huvudsak städsegrön lövskog.